# 晚期智人
晚期智人（学名：Homo sapiens sapiensHomo sapiens sapiens不為學界多數一致認可。），又称“解剖学意义上的现代人（英語：Anatomically modern humans）”，是人类演化的一个阶段。晚期智人在体质特征上和现代人已没有明显差异。但现代人一般限指公元前1万年至今，即新石器时代以后的人类。

## 演化
晚期智人约出现于20万年前，由早期智人演化而来。目前已知年代最为久远的晚期智人遗存，是1960年代在埃塞俄比亚南部奥莫河谷发现的人類化石，包括两块破碎头骨及手、腿骨等，距今约19.5万年。2017年「自然」科学期刊发表，最早的晚期智人化石在摩洛哥出土，距今约30万年前 。

## 分布
晚期智人的化石在各大洲分布极其广泛。例如：非洲的长者智人、法国南部的克罗马侬人等。在中国有广西的柳江人、四川的资阳人、内蒙古的河套人和北京周口店的山顶洞人等。

## 行为
晚期智人已能精制石器和骨器，懂得绘画、雕刻等艺术，能修建简单房屋，男女有明确分工。